# Jean-Baptiste Joseph Tyrbas de Chamberet
Jean-Baptiste-Joseph-Anne-César Tyrbas de Chamberet (20 septembre 1779, château de Chamberet (Limoges) - 19 janvier 1870, Paris), est un médecin français.

## Biographie

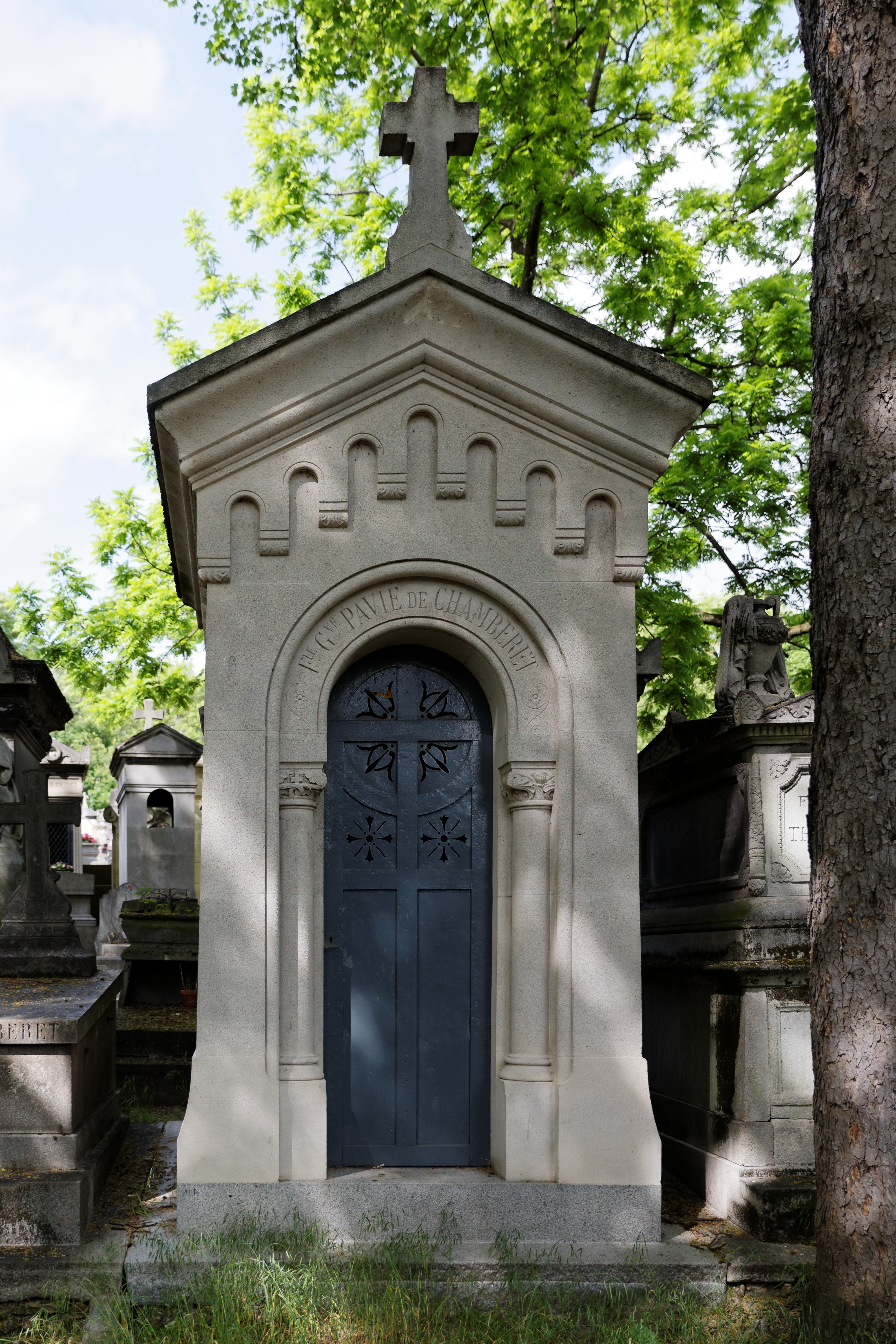
Tombe au cimetière du Père-Lachaise.

Reçu docteur à Paris en 1808 en ayant bénéficié du prix J.N. Corvisart des Marets, il devient, l'année suivante, médecin militaire, et fut chargé de la direction de plusieurs hôpitaux italiens. En 1815, il fut nommé professeur d'hygiène et de physiologie à l'hôpital militaire d’instruction de Lille, et en 1840, professeur et médecin en chef au Val-de-Grâce. Il fut également médecin principal aux armées.
Il collabora au Dictionnaire des sciences médicales, à l'Encyclopédie méthodique, à la Flore médicale, etc.
Il est inhumé au cimetière du Père-Lachaise (65e division).
Il est le beau-père d'Albert Gaudry.

## Publications
- Dissertation sur une maladie de la peau, désigné sous le nom de prurigo (1808)
- Sur la topographie médicale de Madrid (1811)
- Constitution d'avril et de mai 1811 observée a Madrid, ansi que celles des mois suivantes observées à Talavera despuis juillet jusqu'en novembre inclusivement (1811)
- Discours prononcé sur la tombe de Vaidy (1830)
- Rapport sur le cholera-morbus observé en Pologne (1831)
- Du choléra-morbus de Pologne: renseignemens sur cette maladie (1832)
- Lettres d'un médecin militaire lillois, chargé de mission scientifique en Pologne (1914)
- Mémoires d'un médecin militaire: aux XVIIIe et XIXe siècles (2002, 2004)

## Sources
- « Jean-Baptiste-Joseph-Anne-César Tyrbas de Chamberet », dans Pierre Larousse, Grand dictionnaire universel du XIXe siècle, Paris, Administration du grand dictionnaire universel, 15 vol., 1863-1890 [détail des éditions].
- Pierre Vayre, Jean-Baptiste Tyrbas de Chamberet (1779-1870), Médecin militaire, acteur et témoin de son temps
- Notice sur M. le Dr Tyrbas de Chamberet (Jean-Baptiste-Joseph-César),... ex-médecin en chef et professeur à l'hôpital militaire... du Val de Grâce, publiée dans les "Archives des hommes du jour"... par MM. Tisseron et de Quincy